# McIntosh (mela)
McIntosh è una cultivar di mela di colore rosso e verde, dal sapore acido e con polpa bianca. Diventa matura verso la fine di settembre e porta il nome del suo scopritore.

## Storia della produzione

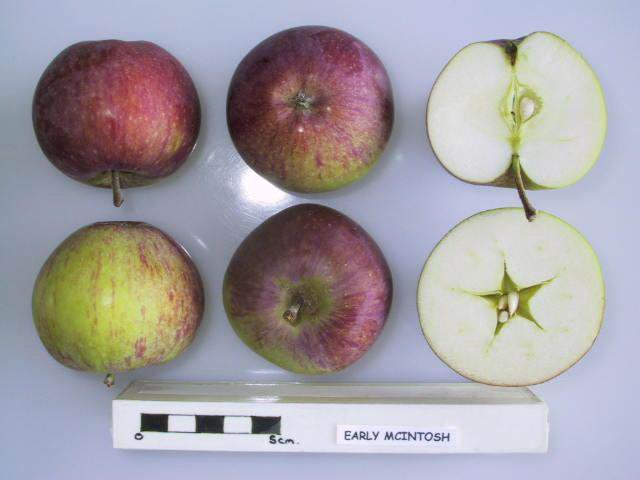
Frutti sezionati

L'albero della mela McIntosh venne scoperto nel 1811 da John McIntosh sul suo podere a Dundela, un piccolo villaggio della contea del sud di Dundas situato nella provincia canadese dell'Ontario. Emigrato da Mohawk Walley, New York, John McIntosh trovò parecchie piantine di meli selvatici sulla sua terra acquistata da poco meno di un anno. Le trapiantò nel giardino vicino a casa ed una di queste iniziò a dare frutti eccezionalmente buoni. McIntosh iniziò a vendere le piantine ricavate dai semi di quella pianta ma nessuna dava frutti di pari qualità. Nel 1835 McIntosh impararò l'arte dell'innesto da un ospite riuscendo finalmente a trasmettere anche ad altre piante la qualità dei frutti della pianta originaria. I figli Allen e Alexander "Sandy" McIntosh impararono anch'essi l'arte dell'innesto ed iniziarono a seguire l'azienda di famiglia riuscendo, coi loro sforzi, ad aumentare la diffusione della nuova varietà di mela, che fu denominata "McIntosh Rossa" (McIntosh Red), appellata anche semplicemente "McIntosh" o "Mac".
Il problema fu aumentare la diffusione della pianta dato che essa risultava sensibile alle infezioni da funghi come la ticchiolatura. Fu solo agli inizi del XX secolo che la varietà iniziò a diffondersi rapidamente grazie all'invenzione dei primi trattamenti contro queste infezioni. La crescita del mercato si è sviluppata e si sviluppa ancora oggi: milioni di mele McIntosh sono in commercio. Il Mac ed i relativi ibridi rappresentano più del 40 per cento del raccolto della mela nel Canada. Le mele di tipo McIntosh ad oggi comprendono il Macoun (un incrocio con la mela nera), la Spartan (un incrocio con la mela renetta Newton), Cortland (rossa, adatta per la cottura), Impero (un incrocio con la mela Delicious), Jonamac, Paula Red (rossa, molto zuccherina) ed altre.
L'albero che ha generato questa eredità fu danneggiato dal fuoco nel 1894; la famiglia McIntosh cercò di curare il vecchio albero ma senza successo, ed esso iniziò ad indebolirsi: l'ultimo raccolto di mele lo dette nel 1908 e nel 1910 seccò. Una pietra ora contrassegna il punto in cui il ceppo è rimasto per anni. Almeno tre piastre che commemorano il valore storico del luogo inoltre sono situate nelle vicinanze.
Nel 1962, l'Ontario Heritage Foundation ha eretto una piastra fuori della fattoria dei McIntosh. Nel 2001 l'Historic Sites and Monuments Board of Canada ha posto un'altra piastra in un parco vicino ed ha dichiarato la scoperta e lo sviluppo della mela un evento di importanza storica nazionale. Il parco, che appartiene alla Borgata del Dundas del sud è inoltre caratterizzato da un grande murales dipinto a mano che racconta la storia della mela.

## Diffusione
È tradizionalmente la mela più popolare in New England. Molti la considerano una mela superiore e ben adatta per composte di mele, sidro e per le torte.
Nel Nord America esistono circa 3 milioni di alberi che producono questa qualità.

## Nella cultura popolare
La linea di computer Apple Macintosh ha preso il nome proprio da questo tipo di mela.